# فلمینگ اورنسکو
فلمینگ اورنسکو (به دانمارکی: Flemming Ørnskov) (زاده ۱۹۵۸) کارآفرین، بازرگان و مدیر ارشد اجرایی دانمارکی است، که در حال حاضر به‌عنوان مدیر عامل اجرایی شرکت شایر پی‌ال‌سی فعالیت می‌کند.